# (6967) 1991 VJ3
(6967) 1991 VJ3 (1991 VJ3, 1984 UH) — астероїд головного поясу.
Тіссеранів параметр щодо Юпітера — 3,612.